# Sewastianos Rosolatos
Sewastianos Rosolatos ur. (19 czerwca 1944 w Ermupoli) – grecki duchowny rzymskokatolicki, arcybiskup Aten oraz administrator apostolski Rodosu w latach 2014-2021.

## Życiorys
Święcenia kapłańskie otrzymał 21 lipca 1968 i został inkardynowany do diecezji siroskiej. Był m.in. rektorem sanktuarium diecezjalnego, dyrektorem czasopisma katolickiego oraz kanclerzem kurii siroskiej.
12 sierpnia 2014 papież Franciszek mianował go ordynariuszem archidiecezji Aten. Jednocześnie został administratorem apostolskim wakującej archidiecezji Rodosu. Sakry udzielił mu 25 października 2014 jego poprzednik - arcybiskup Nikolaos Foskolos. 14 lipca 2021 papież Franciszek przyjął jego rezygnację z pełnionej funkcji ze względu na wiek. 11 kwietnia 2025 mianowany został administratorem apostolskim diecezji: sirosko-meloskiej, santoryńskiej i kreteńskiej.